# Cowboy Casanova
Cowboy Casanova (с англ. — «Ковбой Казанова») — первый сингл третьего студийного альбома американской кантри-певицы Кэрри Андервуд — «Play On». В США песня вышла 14 сентября 2009. Песня написана Майком Элизондо, Бреттом Джеймсом и Андервуд; спродюсирована Марком Брайтом. Музыкальное видео срежиссировано Терезой Вингерт; видеоклип вышел 2 сентября 2009 года. Сингл получил две платиновые сертификации от американской компании RIAA и одну золотую сертификацию от канадской компании Music Canada.

## История
После окончания своего концертного тура «Carnival Ride Tour» в феврале 2009 года Андервуд начала писать песни для своего нового альбома Play On. Она сотрудничала с рядом продюсеров, включая Бретта Джеймса, одного из трех соавторов её хит-сингла «Jesus, Take the Wheel», и Майка Элизондо, который сотрудничал с Эминемом и Dr. Dre. Элизондо придумал основную мелодию песни, для которой Джеймс и Андервуд написали текст.
Вокал певицы простирается от A3 до D5.

## Музыкальное видео
Видеоклип срежиссирован Терезой Вингерт. Съёмки проходили 2 сентября 2009 в Новом Орлеане штата Луизиана. Премьера музыкального видео состоялась 2 октября 2009 на CMT. По состоянию на май 2018 музыкальное видео имело 31 миллион просмотров на видеохостинге YouTube.

## Список песен
| №  | Название          | Длительность |
| -- | ----------------- | ------------ |
| 1. | «Cowboy Casanova» | 3:53         |

## Награды и номинации

### 45thAcademy of Country Music Awards
| Год  | Номинированная работа | Награда          | Результат |
| ---- | --------------------- | ---------------- | --------- |
| 2010 | «Cowboy Casanova»     | Song of the Year | Номинация |

### CMT Music Awards
| Год  | Номинированная работа | Награда                  | Результат |
| ---- | --------------------- | ------------------------ | --------- |
| 2010 | «Cowboy Casanova»     | Video of the Year        | Победа    |
| 2010 | «Cowboy Casanova»     | Female Video of the Year | Номинация |

### 1st American Country Awards
| Год  | Номинированная работа | Награда                        | Результат |
| ---- | --------------------- | ------------------------------ | --------- |
| 2010 | «Cowboy Casanova»     | Female Music Video of the Year | Победа    |
| 2010 | «Cowboy Casanova»     | Female Single of the Year      | Победа    |

### French Country Music Awards
| Год  | Номинированная работа | Награда                 | Результат |
| ---- | --------------------- | ----------------------- | --------- |
| 2010 | «Cowboy Casanova»     | Music Video of the Year | Победа    |

### 2010 CMA Triple-Play Awards
| Год  | Номинированная работа | Награда                                                        | Результат |
| ---- | --------------------- | -------------------------------------------------------------- | --------- |
| 2010 | «Cowboy Casanova»     | Triple-Play Songwriter (вместе с «Temporary Home» и «Undo It») | Победа    |

## Чарты
Сингл дебютировал на 26-м месте чарта Billboard Hot Country Songs на неделе от 19 сентября 2009 года; песня достигла первого места на десятой неделе чарта. Песня «Cowboy Casanova» стала 8-м синглом Андервуд, который достиг первого места чарта. Песня стала самым быстрым на то время синглом Андервуд, который достиг своей максимальной позиции кантри-чарта, а также основного синглового чарта США — Billboard Hot 100. Сингл дебютировал на 96-м месте чарта Billboard Hot 100, а уже на следующей неделе достиг максимальной позиции на 11 месте. Песня «Cowboy Casanova» стала 6-м синглом Андервуд, которая достигла топ-20 чарта Billboard Hot 100.
Недельные чарты
| Чарт (2009-10)                    | Место |
| --------------------------------- | ----- |
| Canadian Hot 100                  | 16    |
| Canadian Country                  | 2     |
| U. S. Billboard Hot 100           | 11    |
| U. S. Billboard Hot Country Songs | 1     |
| U. S. Billboard Adult Top 40      | 21    |

Годовые чарты
| Чарт (2009)                       | Место |
| --------------------------------- | ----- |
| U. S. Billboard Hot Country Songs | 45    |

## История релизов
| Регион           | Дата             | Формат            | Лейбл                         |
| ---------------- | ---------------- | ----------------- | ----------------------------- |
| Северная Америка | 14 сентября 2009 | Airplay           | Arista Nashville              |
| Франция          | 21 сентября 2009 | Цифровая загрузка | Sony Music / Arista Nashville |
| США              | 22 сентября 2009 | Цифровая загрузка | Arista Nashville              |
| Канада           | 22 сентября 2009 | Цифровая загрузка | Sony Music                    |
| Германия         | 25 вересня 2009  | Цифровая загрузка | Sony Music                    |
| Италия           | 25 вересня 2009  | Цифровая загрузка | Sony Music                    |
| Великобритания   | 27 сентября 2009 | Цифровая загрузка | Sony Music                    |
| Австралия        | 22 января 2010   | Цифровая загрузка | Sony Music                    |
| Республика Корея | 12 июня 2010     | CD                | Sony Music                    |

## Продажи
| Страна                | Сертификация (таблица продаж и сертификатов) | Продажи    |
| --------------------- | -------------------------------------------- | ---------- |
| Канада (Music Canada) | Золото                                       | +40,000    |
| США (RIAA)            | 2× Платина                                   | +2,300,000 |